# Caberea zelandica
Caberea zelandica är en mossdjursart som först beskrevs av Gray 1843.  Caberea zelandica ingår i släktet Caberea och familjen Candidae. Inga underarter finns listade i Catalogue of Life.